# Château normand d'Ariano Irpino
Le château normand d'Araino Irpino est une structure de défense construit dès le VIIe siècle au sommet d'une colline dans la commune de Ariano Irpino, province d'Avellino en Campanie,.
Construit dans un point stratégique et difficile d'accès, dans une position dominante par rapport au col d'Ariano (le col principal des Apennins campaniens), la forteresse domine à plus de 800 m d'altitude, les vallées de l'Ufita, du Miscano et du Cervaro.

## Description
De forme presque trapézoïdale, il présente des côtés de tailles différentes et des tours disposées aux quatre coins. Chaque tour est divisée intérieurement en quelques pièces de différentes tailles, plus grandes en bas et plus petites en haut ; leur diamètre varie de 13 à 16 m. Les courtines sont équipées de contreforts qui sont ensuite enterrés ; les côtés les plus courts sont ceux du nord et du sud, mesurant respectivement environ 40 et 56 m. Les côtés est et ouest s'étendent cependant sur environ 72 et 81 m ; l'entrée est du côté est.

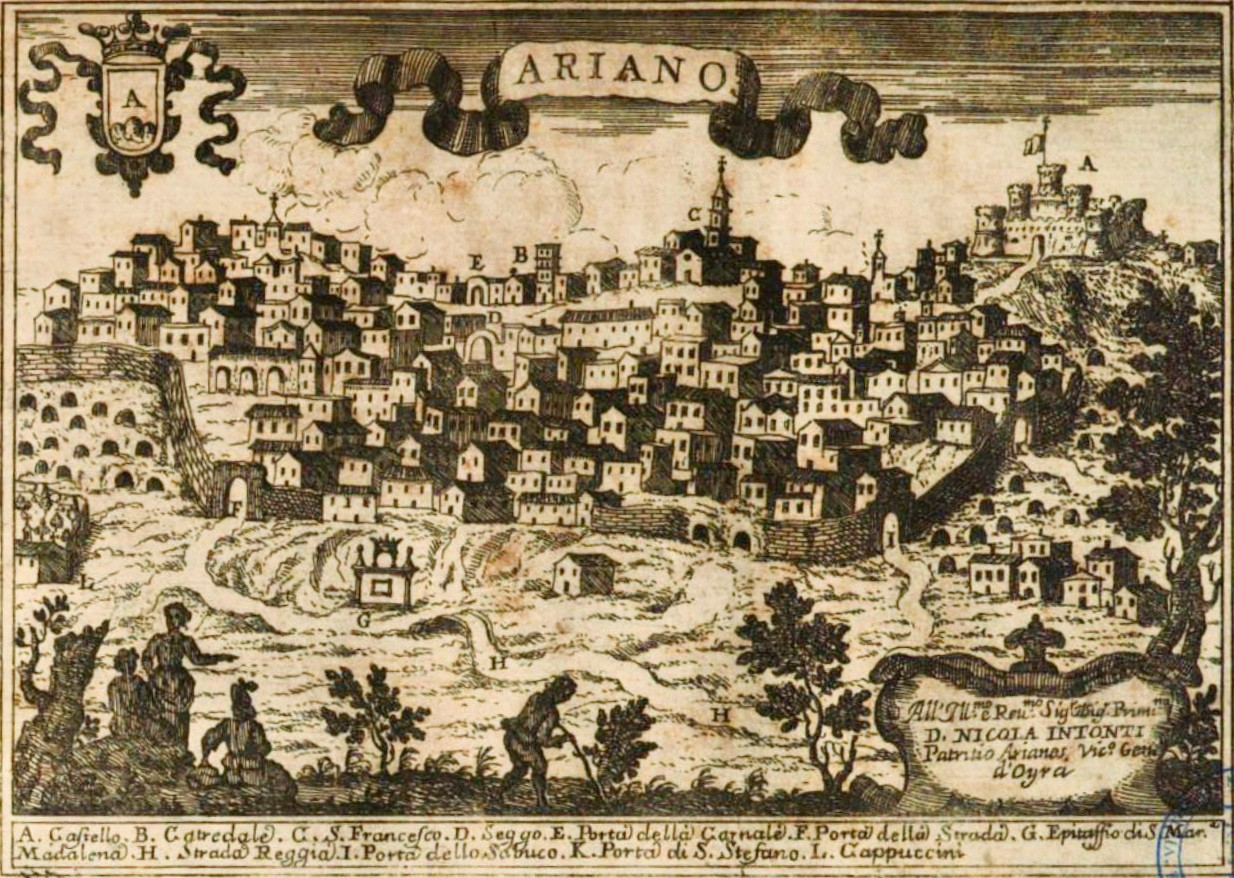
Une représentation ancienne de la ville d'Ariano ; en haut à droite, marqué de la lettre « a », l'aspect originel du château lorsqu'il était encore surmonté du donjon.

Dans la partie supérieure se trouvait le donjon, un bâtiment quadrangulaire de dimensions considérables qu'un document de 1585 (cité deux siècles plus tard par l'historien Tommaso Vitale) rappelait comme accessible uniquement par un pont et l'identifiait comme la Torre Grande. Cet édifice, dont il ne reste que quelques ruines, fut créé à l'époque normande (au XIIe siècle) et était initialement composé de deux pièces auxquelles furent ensuite ajoutées deux autres pièces plus petites. Le bâtiment, flanqué d'une cour et équipé de citernes pour la conservation de l'eau, était équipé pour une défense extrême. À l'époque des Normands, il devait également y avoir un deuxième pont-levis situé dans une position plus extérieure, de manière à créer une entrée monumentale.

## Historique

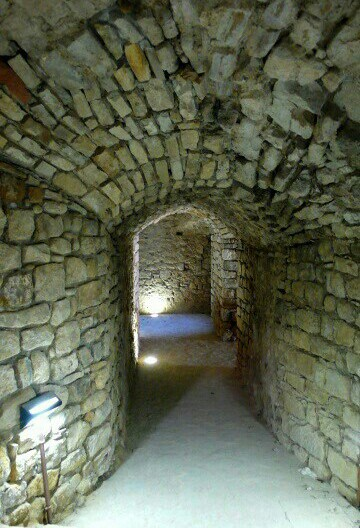
Tunnels dans l'aile nord.

Un document de 892, conservé dans l'Abbaye territoriale de la Très-Sainte-Trinité de Cava, atteste de l'existence du château déjà à l'époque des Lombards (probablement avec une fonction anti-byzantine). Radicalement restauré et agrandi par les Normands, le château fut ensuite choisi par le roi Roger II, qui y tint vraisemblablement les Assises d'Ariano de 1140. La structure fut ensuite sérieusement endommagée en 1255, lorsque la forteresse d'Ariano fut conquise traîtreusement par la Colonie musulmane de Lucera ; cependant, le château fut rénové dès 1266 grâce au roi Charles Ier, et au siècle suivant le roi Louis Ier lui-même y résida plusieurs mois. Le château fut ensuite agrandi au XVe siècle siècle sur ordre du roi Ferrante d'Aragon ; par conséquent, bien que la structure puisse être datée du point de vue constructif du début du Haut Moyen Âge, elle présente extérieurement les caractéristiques particulières de l'architecture aragonaise. Les dernières rénovations ont eu lieu en 1537 par volonté du duc Ferrante Gonzaga.
Le château joua encore un rôle crucial lors des grandes guerres d'Italie du XVIe siècle, mais il fut par la suite définitivement abandonné ; une série de tremblements de terre entre 1688 et 1732 entraîne ensuite l'effondrement du donjon, tandis que les tours et autres structures de base restent debout.

« Il a été grandement détruit par les tremblements de terre, de sorte qu'à l'heure actuelle il n'existe que quatre très grands Baloardi, ou Torrioni, presque entiers, et quelques autres bâtiments. »

— Tommaso Vitale, Histoire de la ville royale d'Ariano et de son diocèse, 1794).

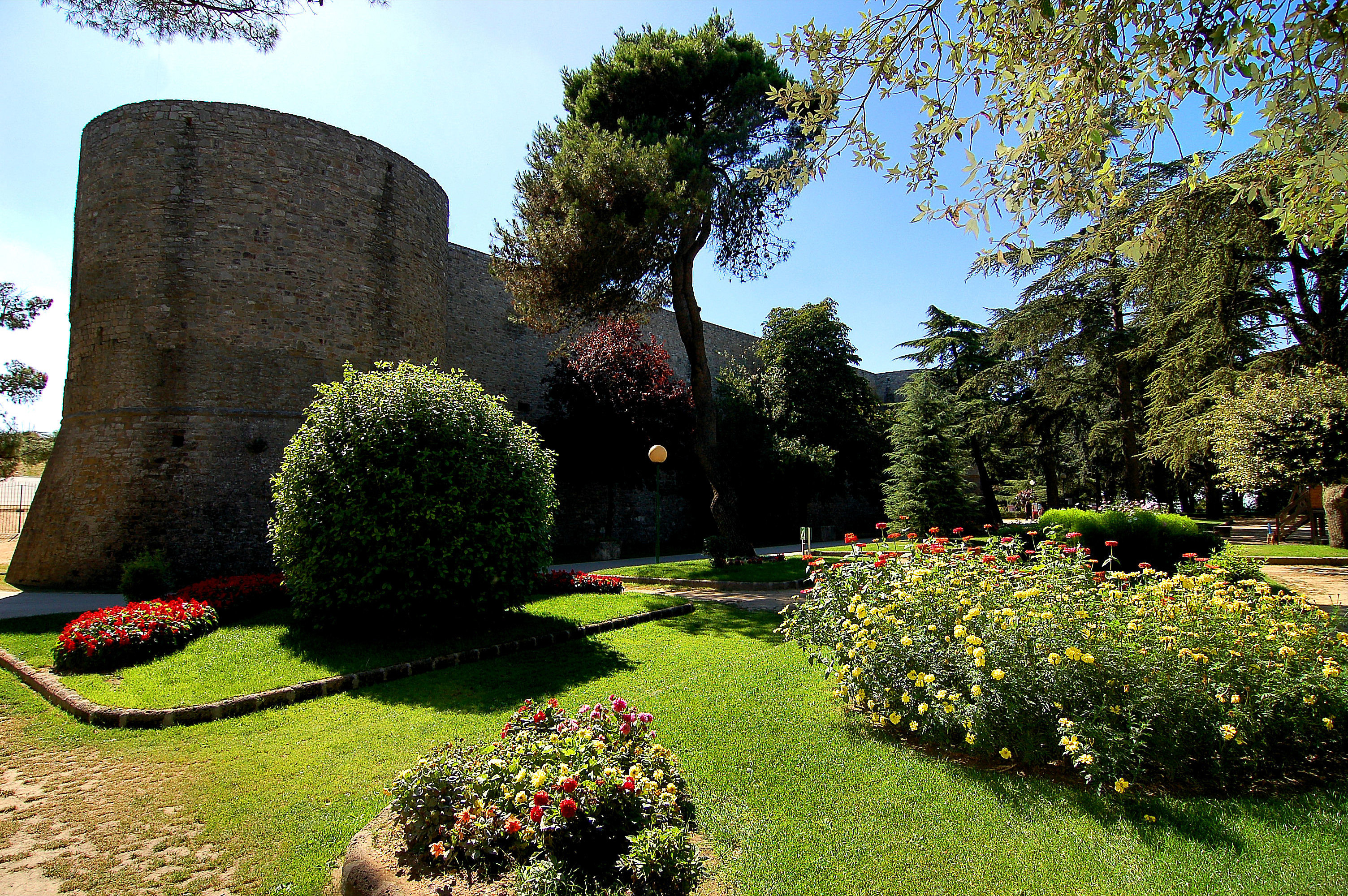
Un aperçu de la tour nord-est, immergée dans la verdure de la villa municipale.

Dans la seconde moitié du XIXe siècle, les douves et les pâturages entourant le château furent nivelés et arborés, créant ainsi la Villa comunale di Ariano Irpino (it) qui s'étend sur 40 000 m2. Au début du IIIe millénaire, une partie de l'ensemble fit l'objet d'un long travail de restauration ; de 2009 à 2023, le château a abrité le Museo della civiltà normanna (it), transféré ensuite au palais Bevere-Gambacorta du XVIIIe siècle dans la même ville.

## Archéologie

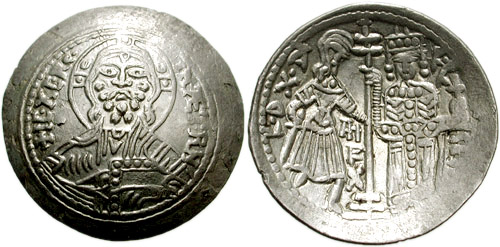
Monnaie d'Ariano

Entre la fin du XXe et le début du XXIe siècle, diverses explorations archéologiques ont été menées à l'intérieur du château d'où ont émergé une quantité notable de trouvailles en céramique locale de formes diverses (amphores, jarres, cruches, bols, etc.), une confirmation de l'importance d'Ariano en tant que grand centre manufacturier dès le début du XIVe siècle, sinon avant.
La présence, entre les XIIIe et XVe siècles, d'objets et d'outils adaptés au raffinage du sucre, unique dans le royaume de Naples, est également très significative. Cette découverte a permis de démontrer que la consommation de sucre était répandue même dans l'arrière-pays déjà à l'époque angevine.
Lors de certaines reconnaissances effectuées dans le château vers la fin du XXe siècle, plusieurs monnaies anciennes ont également été trouvées, datant toutes d'une période historique comprise entre la seconde moitié du XIIIe et la première moitié du XVIe siècle.

## Galerie

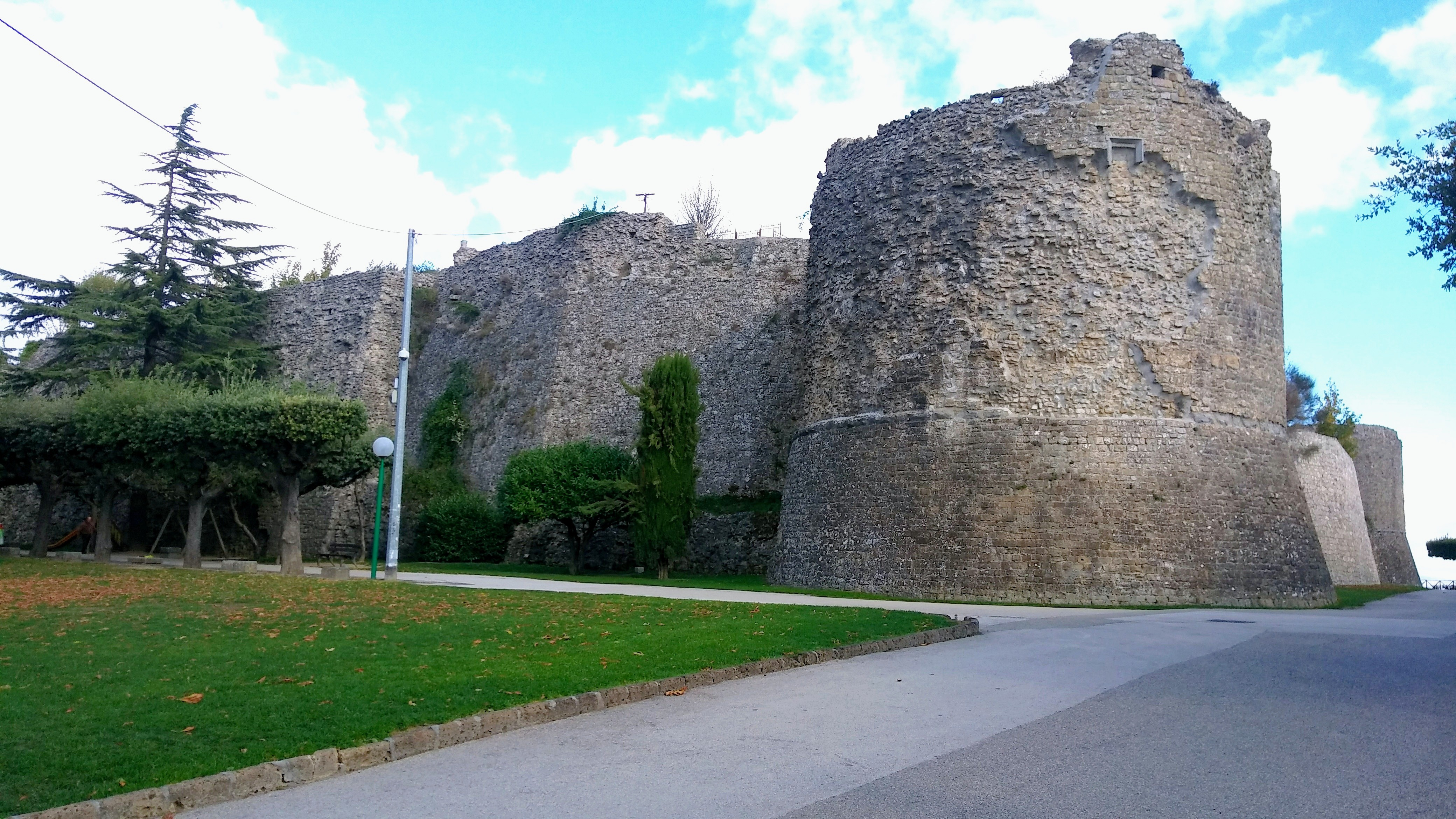
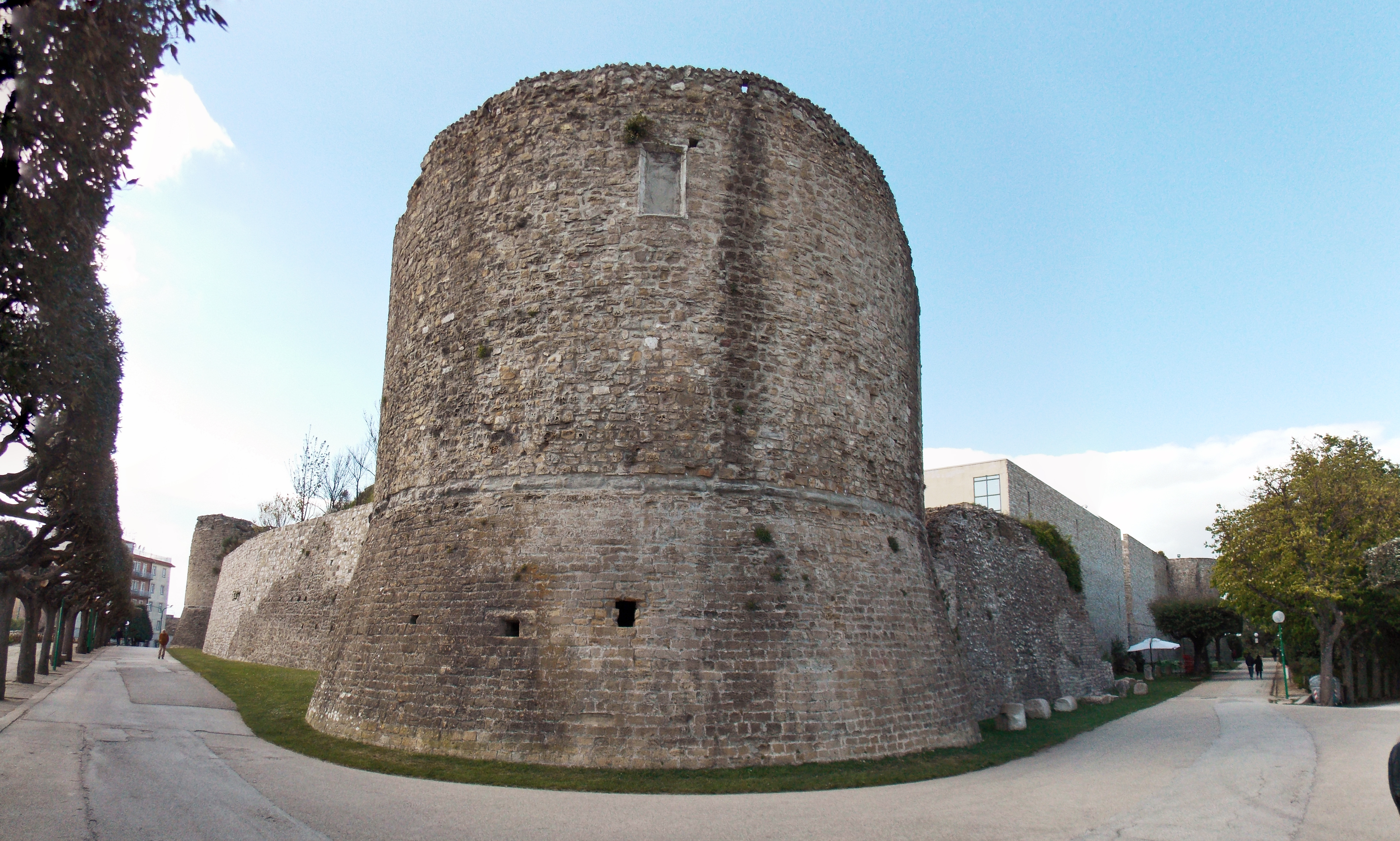